# Torpeda WA-111 Szkwał
WA-111 Szkwał (oznaczenia rosyjskie: ВА-111 Шквал, transkrypcja angielska: VA-111 Shkval) – rosyjska torpeda superkawitacyjna dla okrętów podwodnych służąca do punktowej obrony przeciwtorpedowej oraz zwalczania okrętów podwodnych. Broń eksperymentalna na wyposażeniu wojsk Federacji Rosyjskiej od 1991 roku oraz prawdopodobnie wojsk chińskich oraz Iranu. W roku 1969 GSKB-47 połączył się z NII-24, co zaowocowało powstaniem Instytutu Badań Hydromechaniki Stosowanej w Kijowie, na Ukrainie (konstruktorem był Merkulow). W tym właśnie instytucie powstał projekt nowej torpedy, nazwanej Szkwał.
Pierwsze odpalenia próbne miały miejsce na jeziorze Issyk-kul w 1964 roku. Kompleks przyjęto na uzbrojenie marynarki wojennej ZSRR 29 listopada 1977 roku. 
Jest to torpeda z napędem rakietowym (czyli podwodna rakieta) wystrzeliwana z okrętu podwodnego. Wykorzystuje zjawisko superkawitacji. Rakieta wiruje wokół własnej osi osiągając prędkość 100 m/s. Tak szybki pocisk jest jednak trudny w sterowaniu i bardzo hałaśliwy. Pocisk ma prędkość wylotową wynoszącą 50 węzłów (93 km/h); prędkość maksymalna zaś, oscyluje około 200 węzłów (370 km/h). Wersja pierwotna Szkwału uzbrojona była w głowicę nuklearną lub też nie miała żadnej i niszczyła cel swoją energią kinetyczną. Udoskonalona wersja torpedy ma system naprowadzający, może zwalniać, by odnaleźć cel, a następnie ponownie przyspieszać. Awaria torpedy rakietowej mogła być przyczyną zatonięcia okrętu podwodnego Kursk.
Torpeda Szkwał ma długość 8,2 m i wagę 2,7 tony. Napędzana jest silnikiem rakietowym na paliwo stałe z dyszą o zmiennym wektorze ciągu. Dysza otoczona jest ośmioma małymi cylindrycznymi silnikami startowymi, które rozpędzają torpedę do prędkości superkawitacyjnej, przy której zaczyna działać główny silnik. Między silnikami startowymi znajduje się szpula, z której rozwija się kabel sterujący łączący torpedę z okrętem podwodnym.

## Opis napędu superkawitacyjnego

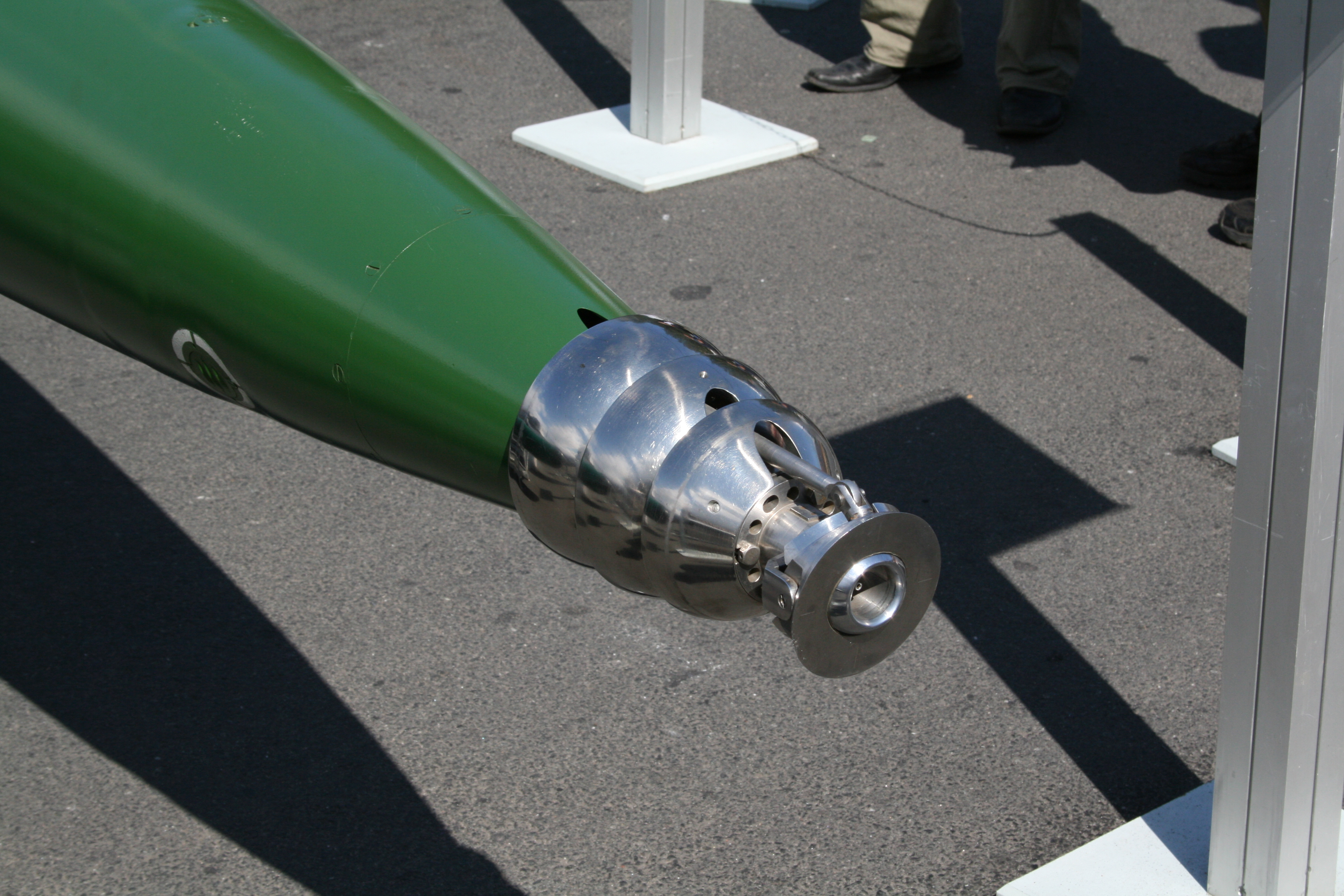

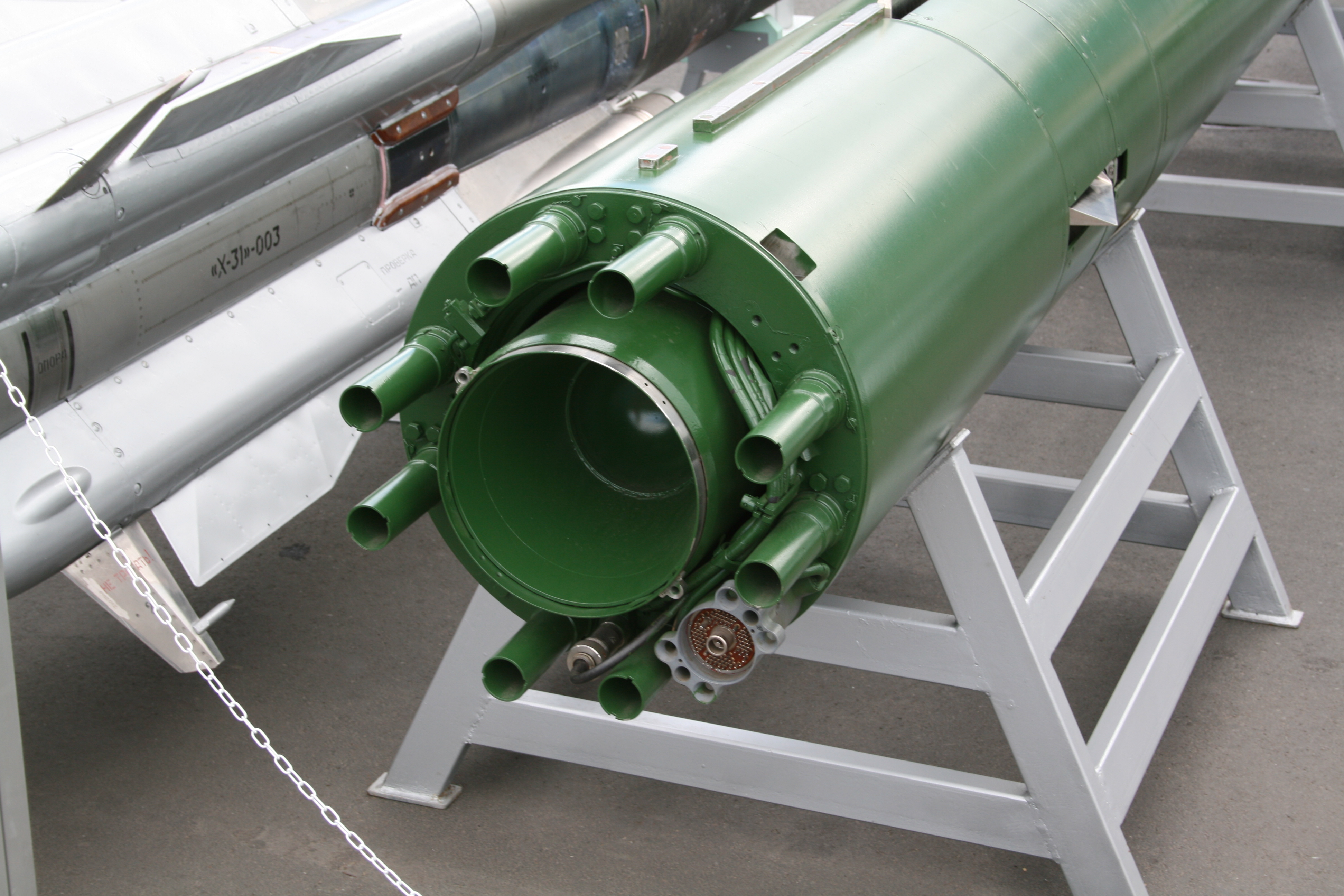

Z przodu znajduje się kawitator, czyli element wytwarzający wokół torpedy niszę superkawitacyjną. Kawitator ma prawdopodobnie kształt niesymetrycznie ustawionego dysku o ostrych krawędziach. Za nim znajdują się dysze wyprowadzające gazy z silnika, co pozwala na zasilenie i powiększenie niszy superkawitacyjnej. W dwóch trzecich długości torpedy znajdują się cztery odchylane do tyłu i amortyzowane sprężynowo walce stabilizujące torpedę we wnętrzu niszy.

## Wywiad
W 2000 roku, były oficer wywiadu Marynarki Wojennej USA, Edmond Pope (kapitan w stanie spoczynku) był sądzony i ostatecznie skazany za szpiegostwo w zakresie informacji, jakie uzyskał o systemie broni Szkwał. Edmond Pope został ułaskawiony przez prezydenta Rosji Władimira Putina w grudniu 2000, rzekomo ze względów humanitarnych – głównym powodem ułaskawienia miała być choroba nowotworowa kości, którą zdiagnozowano u Pope'a.